# (14004) Chikama
(14004) Chikama est un astéroïde de la ceinture principale.

## Description
(14004) Chikama est un astéroïde de la ceinture principale. Il fut découvert le 19 septembre 1993 à Kitami par Kin Endate et Kazuro Watanabe. Il présente une orbite caractérisée par un demi-grand axe de 2,61 UA, une excentricité de 0,24 et une inclinaison de 14,1° par rapport à l'écliptique.

## Compléments